# 367943 Duende
367943 Duende, provizorna imena 2012 DA14 je jedan od Zemlji bliskih asteroida promjera približno 50 metara i mase procijenjene na 190.000 tona. Otkriven je 23. veljače 2012. iz zvjezdarnice Observatorio Astronómico de La Sagra kraj La Sagre u Španjolskoj. Asteroid je 15. veljače 2013. godine u 19:25 UT proletio na 27.700 km pored Zemlje što predstavlja najbliže mimoilaženje Zemlje s nekim objektom ove veličine. Prvotne procjene putanje ukazivale su na mogućnost udara, ali naknadna promatranja su pomogla u boljem određivanju putanje čime je uklonjena mogućnost udara. Ovaj je asteroid proletio samo 16 h poslije pada meteorita nad Uralom iznad Čeljabinska. Nisu to bili povezani događaji nego samo puka podudarnost.
Prolazak asteroida 2012 DA14 pokraj Zemlje promijenit će njegovu putanju i smanjiti period ophoda oko Sunca s 368 na 317 dana. Sljedeći veoma bliski prolaz pokraj Zemlje odigrat će se 16. veljače 2046. godine kada će se asteroid naći na udaljenosti oko 1.500.000 km od središta Zemlje.
Asteroid trenutno ima indeks -10 na Palermo ljestvici i indeks 0 na Torino ljestvici.

## Poveznice
- Intervju sa Stefanom Cikotom